# Condado de Jim Wells
O Condado de Jim Wells é um dos 254 condados do estado norte-americano do Texas. A sede do condado é Alice, e sua maior cidade é Alice.
O condado possui uma área de 2 249 km² (dos quais 10 km² estão cobertos por água), uma população de 39 326 habitantes, e uma densidade populacional de 18 hab/km² (segundo o censo nacional de 2000).
O condado foi criado em 1911.